# National Institute of Standards and Technology
National Institute of Standards and Technology (NIST) er en amerikansk offentlig institution, som er underlagt USAs Handelsdepartement. NIST blev etableret 3. marts 1901 under navnet National Bureau of Standards, som blev anvendt indtil det i 1988 blev ændret til det nuværende National Institute of Standards and Technology.
NISTs hovedkontor ligger i Gaithersburg i staten Maryland, og her arbejder ca. 2.800 forskere (omkring 1.800 fastansatte mens resten er gæsteforskere) inden for vidt forskellige fagdisipliner. Der findes også andre afdelinger, eksempelvis NIST's afdeling i Boulder, Colorado med ansvar for et af verdens to mest nøjagtige atomure (det andet befinder sig i Paris).
Fire af NIST's forskere er tildelt Nobelprisen i fysik: William D. Phillips i 1997, Eric A. Cornell i 2001, John L. Hall i 2005 og David J. Wineland i 2012.

## Laboratorier og underafdelinger under NIST
Virksomheden er opdelt på en række laboratorier og undergrupper med ansvar for bl.a.:
- Bygnings- og Brandforskning
- Kemi og Teknologi
- Elektronik og Elektricitet
- IT
- Byggeteknik
- Materialelære
- Fysik
- Teknologi
- Nationale sikkerhedsforanstaltninger
- Elektronisk baserede valgsystemer og guidelines for vælgere